# Зенобий
Зенобий е древногръцки софист от 2 век, който преподава реторика в Рим по време на управлението на император Адриан (117–138).
Съставил е три книги с пословици, които все още могат да се прочетат в съкратен вариант.
Зенобий е и предполагаемият автор на гръцкия превод на Салустий и на поема за рождения ден на Адриан.